# Andrew Murtha
Andrew Murtha (n. 19 octombrie 1965, City of Parramatta Council⁠(d), Noul Wales de Sud, Australia) este un sportiv ce a reprezentat Australia, medaliat olimpic. A participat la 2 ediții ale Jocurilor Olimpice (1992, 1994) în care a câștigat o medalie de bronz.